# Вишкув (Нижньосілезьке воєводство)
Вишкув (пол. Wyszków, нім. Maxdorf) — село в Польщі, у гміні Боґатиня Зґожелецького повіту Нижньосілезького воєводства.
Населення — 110 осіб (2011).
У 1975-1998 роках село належало до Єленьоґурського воєводства.

## Демографія
Демографічна структура станом на 31 березня 2011 року:
|          | Загалом | Допрацездатний вік | Працездатний вік | Постпрацездатний вік |
| -------- | ------- | ------------------ | ---------------- | -------------------- |
| Чоловіки | 51      | 17                 | 32               | 2                    |
| Жінки    | 59      | 20                 | 31               | 8                    |
| Разом    | 110     | 37                 | 63               | 10                   |

## Галерея

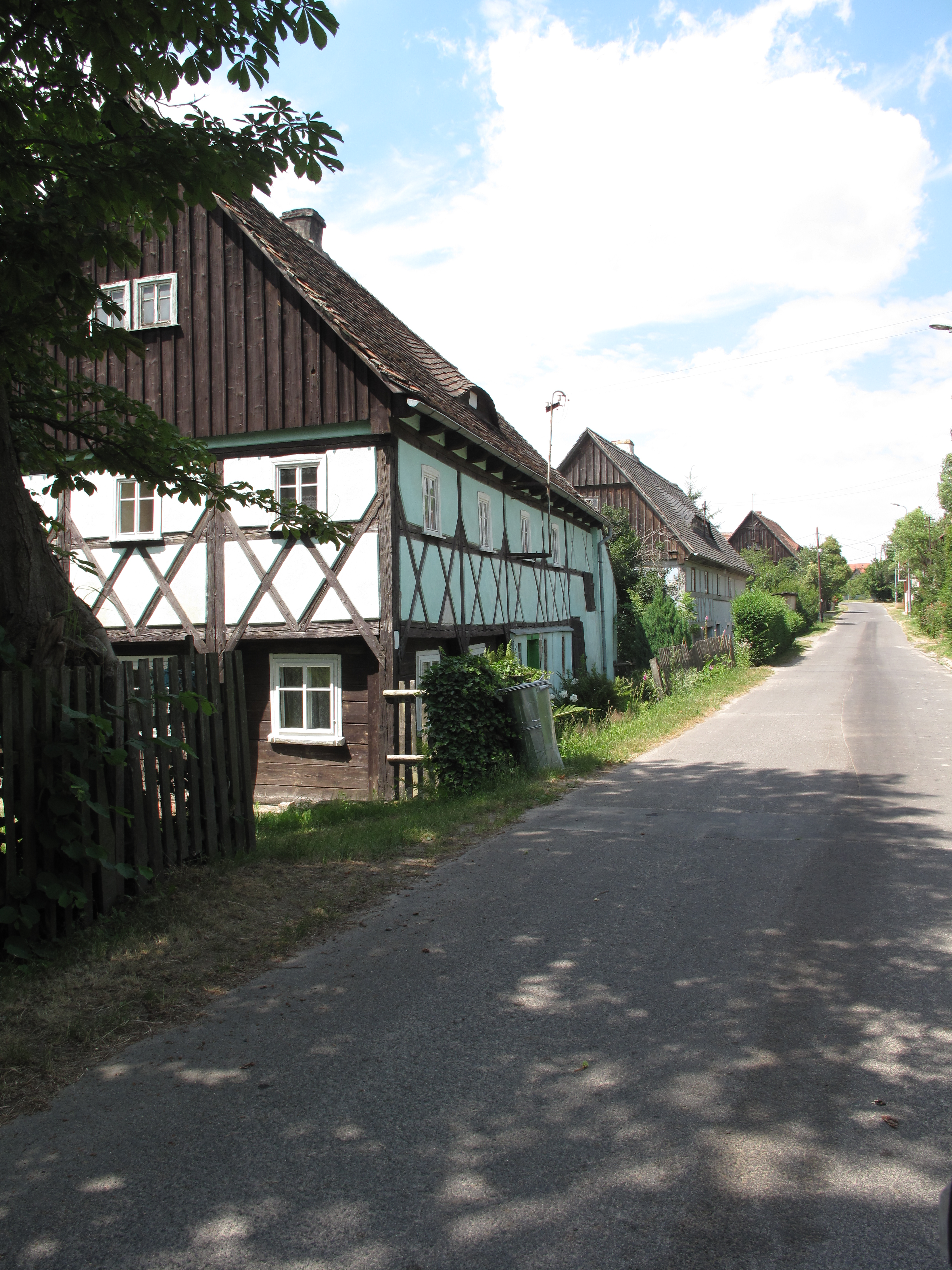
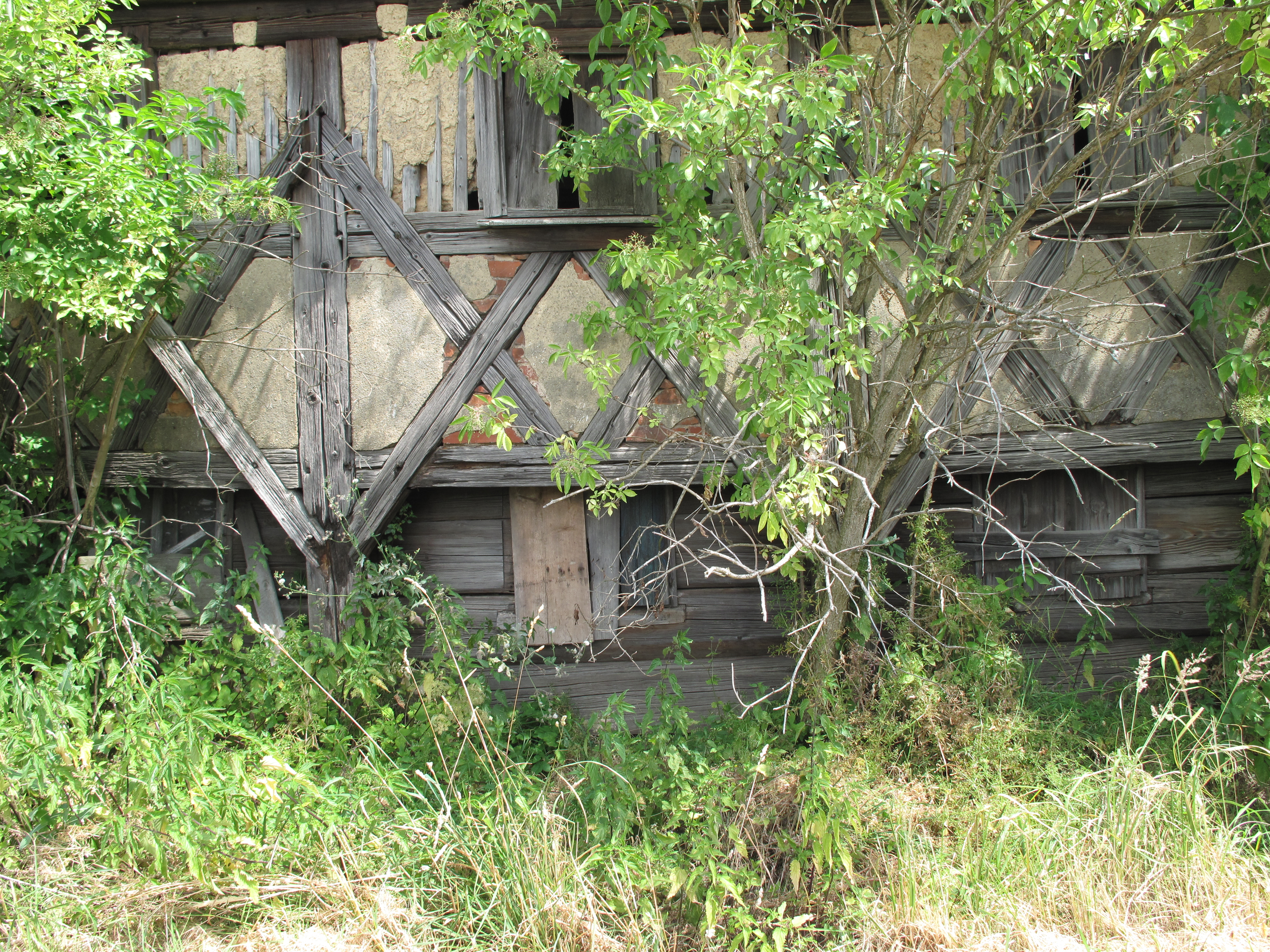
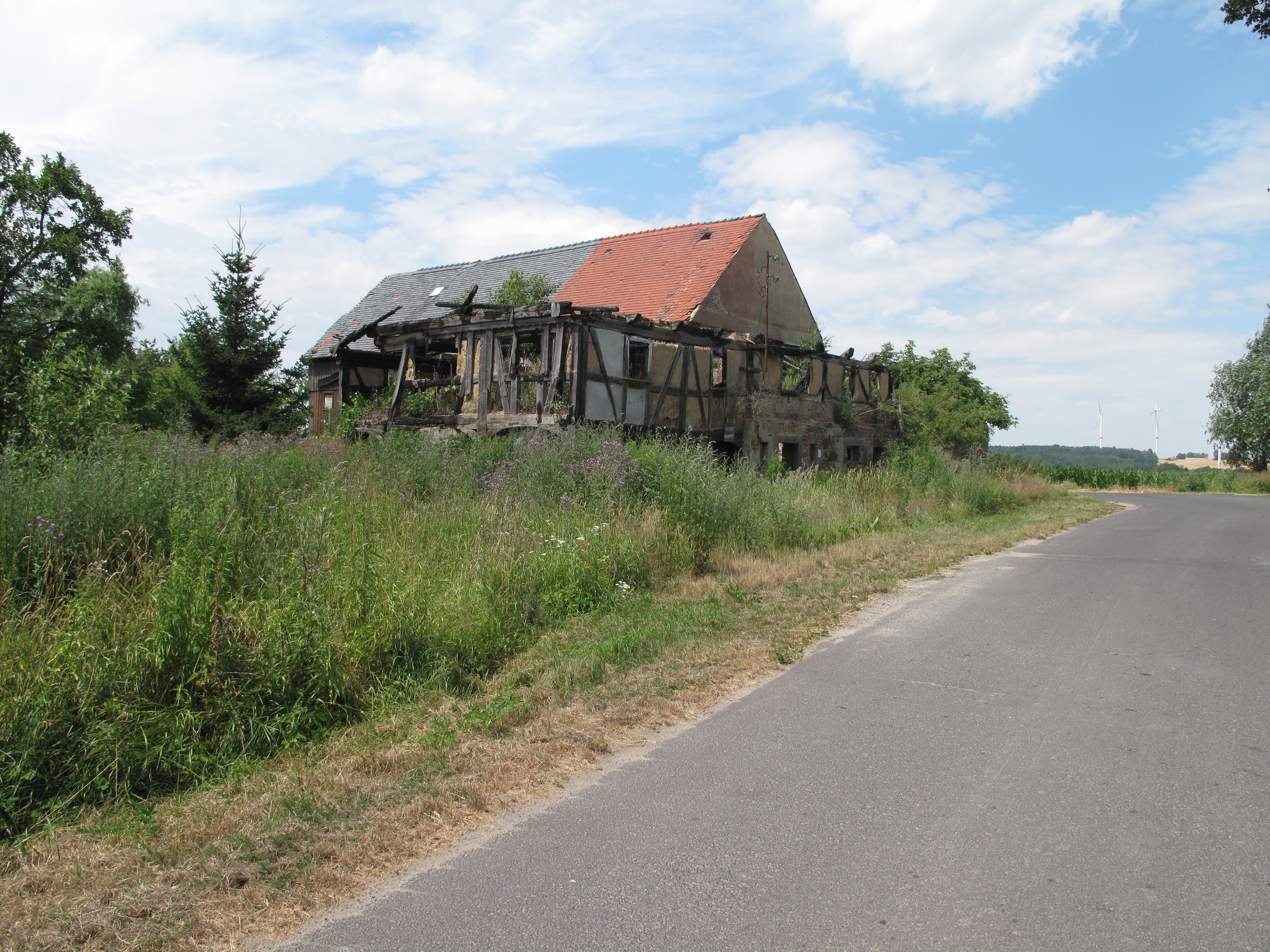